# Hatiora
Hatiora Britton & Rose è un genere di piante succulente della famiglia delle Cactacee originarie del Brasile.

## Tassonomia
Il genere comprende le seguenti specie:
- Hatiora cylindrica Britton & Rose
- Hatiora herminiae (Porto & A.Cast.) Backeb. ex Barthlott
- Hatiora salicornioides (Haw.) Britton & Rose

## Coltivazione
Ha bisogno di essere annaffiata spesso e in modo abbondante durante la primavera e l'estate, mentre in autunno-inverno è consigliabile ridurre le annaffiature, senza lasciare mai il substrato troppo asciutto. Deve essere concimata regolarmente da maggio ad agosto, e beneficia di un certo ombreggiamento.